# Pál Prónay
Pál Prónay, celým jménem Pál Prónay von Tóth-Próna und Blatnicza (2. listopadu 1874, Romhány, Maďarsko – † mezi prosincem 1944 a únorem 1945, místo úmrtí neznámé), byl velitel maďarské paravojenské útočné jednotky Rongyos gárda, kterou založili v roce 1919 maďarští důstojníci vyškolení v elitní vojenské akademii ve Vídni. Kromě toho si Prónay přisvojil i titul „prezident“ plánovaného „Litavského Banátu“ (Lajtabánszág), který měl nahradit pojmenování Burgenland, tehdy nově vznikajícího spolkového státu Rakouska podle smlouvy ze Saint-Germain.

## Život
Prónay pocházel ze severomaďarského rodu nižší šlechty ( tedy ze slovenské Blatnice). Na konci první světové války měl hodnost majora c.a k. armády. Během dějinných zmatků při rozpadu monarchie založil „Národní obranný spolek“ (MOVE – Magyar Országos Véderő Egylet) a přidal se na stranu regenta Miklóse Horthyho. MOVE byla šovinistická, pravicová a antisemitsky laděná formace, která organizovala Bílý teror mající za cíl zlikvidovat bolševickou Maďarskou republiku rad. Prónay byl jedním z velitelů MOVE. V roce 1919 založil společně s dalšími důstojníky Rongyos-gárdu.
V roce 1921 byl z velitelské pozice v Rongyos gárde sesazen Horthym, protože se svévolně prohlásil prezidentem plánovaného Litavského palatinátu, který nakonec nevznikl, protože Burgenland připadl Rakousku.
V roce 1930 vstoupil do politiky mezi pravicovou konzervativní opozici proti vládní Horthyho koalici. Zároveň se zařadil mezi nacisty a organizoval maďarské fašistické hnutí. V roce 1932 byl označen za nepřijatelného a zbaven hodnosti, taktéž byl odsouzen na šest měsíců do vězení. V roce 1932 byl vyřazen z armády jako podplukovník (oberstleutnant).
V roce 1938 byl opět v čele reaktivované Rongyos-gardy. Jako 69letý, během chaosu v roce 1944 v Maďarsku, seskupil mladé fašisty a likvidoval s touto bojůvkou členy židovské obce v Budapešti a v okolí Balatonu. K tomu patřily i loupeže majetku obětí. V roce 1944 se ztratil v bitvě o Budapešť. Podle některých zdrojů byl zabit v roce 1945. V roce 2001 byl rehabilitován na základě § 3, odst. b zákona Ruské federace z 18. 10. 1991 o „rehabilitaci obětí politických pronásledování“.

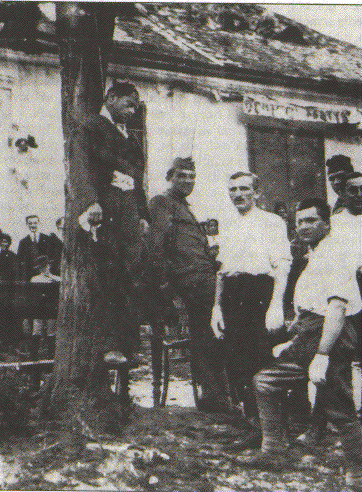
Bílý teror v Maďarsku

## Horthy a Prónayův stín
Prónayovy zločiny jsou nepopiratelné a je otázkou, do jaké míry za ně mohl přebrat zodpovědnost Miklós Horthy. Diskuse vedená po desetiletí o krutostech páchaných Prónayem a zodpovědnosti za ně je pochybná, hlavně pokud jsou vzaty do úvahy i pochybná legálnost Prónayových funkcí a pověření a jeho svévolnost a těžká ovladatelnost. Komunistický režim v období 1945-1989 jej považoval za kriminální osobu. Maďarští historici souhlasí s tímto názorem, odsuzují Prónaye i Horthyho za fašistický teror. Ve světle faktů publikovaného Prónayova denníku však historici soudí, že to je pokus pošpinit Horthyho jméno. Podobně složitá situace je i při hodnocení množství obětí Bílého teroru, které se pohybuje od 1500 do 5000 osob, avšak je zkresleno jemu předcházejícím rudým terorem Maďarské republiky rad. Je nepochybné, že Prónay byl nepohodlný a příliš pošpiněn zločinem, o němž se mezinárodně vědělo, proto byl pro Horthyho nepřijatelný. Na druhé straně však Bílý teror v Maďarsku po první světové válce a teror Rongyos gardy a Szabadcsapatoku a jeho efekt Horthy využíval pro posílení své pozice regenta kde se dalo.